# Dumajah
Dumajah is een bestuurslaag in het regentschap Bangkalan van de provincie Oost-Java, Indonesië. Dumajah telt 3632 inwoners (volkstelling 2010).